# Rumohra turficola
Rumohra turficola là một loài dương xỉ trong họ Dryopteridaceae. Loài này được R.M.Senna mô tả khoa học đầu tiên năm 2006.
Danh pháp khoa học của loài này chưa được làm sáng tỏ. 